# Santa Ana (Magdalena)
Pour les articles homonymes, voir Santa Ana.
Santa Ana est une municipalité située dans le département de Magdalena en Colombie.